# Moschea di Bayezid II
La moschea di Bayezid II (in turco Beyazıt Camii) è una moschea ottomana ubicata a  piazza Beyazıt ad Istanbul in Turchia, nei pressi delle rovine del Foro di Teodosio nell'antica Costantinopoli.

## Storia
La Beyazidye Camii venne commissionata dal sultano ottomano Bayezid II, e era la seconda più grande moschea imperiale eretta ad Istanbul dopo la caduta di Costantinopoli. Le pietre per la sua costruzione furono prese dalla chiesa di Santa Maria della Fonte distrutta dai turchi.
Come i primi complessi (moschea Fatih) venne successivamente distrutta da un terremoto e completamente ricostruita in uno stile diverso. Il complesso Beyazidye è quindi di notevole importanza storica e architettonica. Poco si conosce sull'architetto se non che costruì anche un caravanserraglio a Bursa. Lo stile elegante indica precedenti esperienze e conoscenze dell'architettura passata e delle tecniche costruttive occidentali. Il külliye (complesso)  costituito da madrasa, scuola primaria, imaret (cucina pubblica) e hammam, data dal 1501 al 1506.
La cupola venne parzialmente ricostruita dopo il terremoto del 1509, e Mimar Sinan condusse altri restauri nel 1573–74. I minareti subirono due diversi incendi nel 1683 e 1764. Una targa nel cortile indica ulteriori restauri fatti nel 1767.

## Architettura

### Esterno

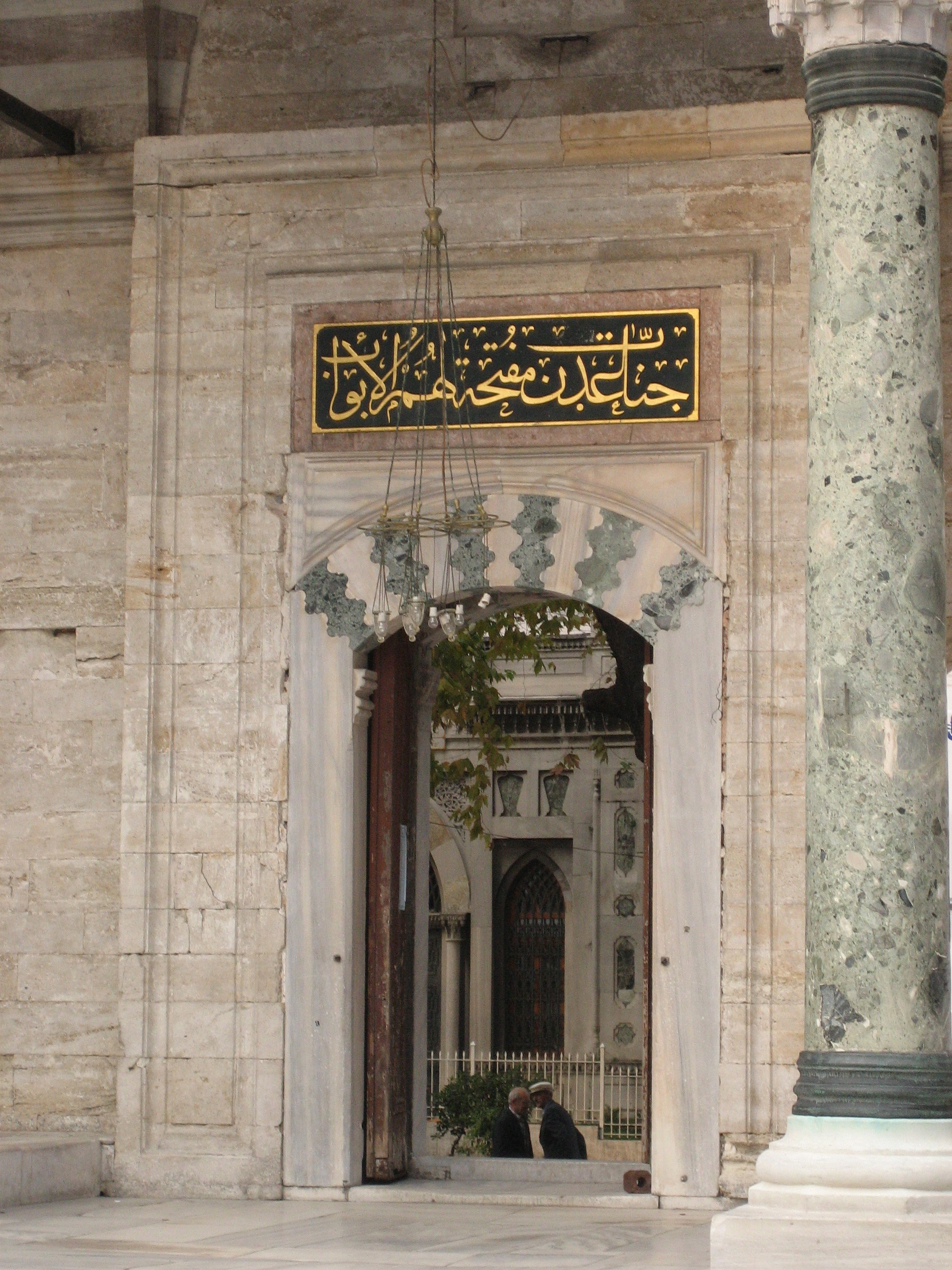
Ingresso alla Moschea

La moschea è orientata lungo l'asse nordovest-sudest con un cortile a nord-ovest di superficie quasi pari a quella della moschea stessa. Il cortile ha portali di ingresso monumentali su ogni lato. Esso è dotato di un colonnato peristilio, con venti colonne antiche di porfido e granito recuperate da rovine  di chiese antiche, coperto con 24 piccole cupole, e lastricato con un pavimento marmo policromo.
La moschea è di circa 40 metri per lato, con una cupola di 17 metri di diametro. Il disegno è quello di una cupola centrale sostenuta da semi-cupole sui quattro lati. La moschea è costruita interamente in pietra recuperata dalle rovine di una vicina chiesa bizantina.

### Interno

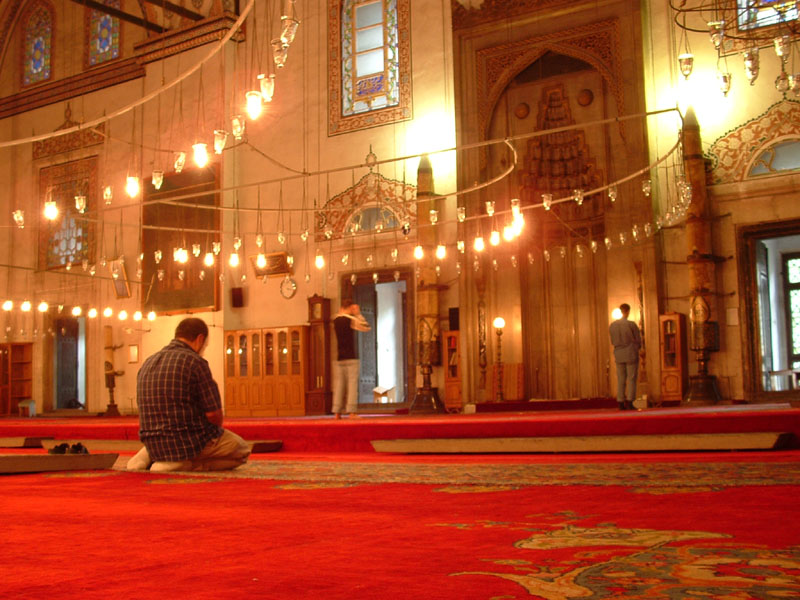
Interno della Bayezid Camii

L'interno della moschea è modellato sulla moschea di Hagia Sophia in scala ridotta. Oltre all'enorme cupola centrale, delle semicupole, ad est ed a ovest, formano una navata, mentre a nord e sud vi si aggiungono due navate laterali, ciascuna con quattro piccole cupole, che si estendono per tutta la lunghezza della moschea, ma che non sono divise in gallerie. La cupola è sostenuta da grandi pilastri rettangolari, con regolari decorazioni a stalattiti. Lo spazio è illuminato da una ventina di finestre alla base della cupola e sette finestre su ogni semicupola, oltre a due ordini di finestre sulle pareti.
Sul lato occidentale, un ampio corridoio si estende al di là della notevole struttura principale dell'edificio. Originariamente concepito come quattro sale a cupola da servire come ospizio per i pellegrini dervisci, le ali vennero integrate nella sala di preghiera nel XVI secolo e ora sono composte da tre sale in successione separate da arcate. Alla fine di queste ali vi sono due minareti.

### Esterno
Dietro la moschea vi è un piccolo giardino, contenente la türbe (tomba) del sultano Bayezid II, di sua figlia Selçuk Sultan e del Gran Visir Koca Mustafa Pasha Resid. Sotto il giardino vi è una galleria di negozi le cui rendite erano originariamente destinati a sostenere la moschea. Questa galleria è stata progettata da Mimar Sinan nel 1580 e ampiamente restaurata nel 1960. Le ex cucine pubbliche della moschea sono state convertite nella Biblioteca di Stato di Istanbul dal sultano Abdul-Hamid II nel 1882 e ospitano oltre 120.000 libri e 7.000 manoscritti. Allo stesso modo, la ex madrasa ospita la Biblioteca Comunale di Istanbul.